# Temporada da Champ Car World Series de 2004
A Temporada de 2004 da Champ Car foi a 26ª na história da categoria e a primeira após a bancarrota da CART, passando a ser administrada por três chefes de equipe (Kevin Kalkhoven, Paul Gentilozzi e Gerald Forsythe). Iniciada no dia 18 de março em St. Petersburg e encerrada no dia 7 de novembro no Autódromo Hermanos Rodríguez, na Cidade do México, teve como campeão o francês Sébastien Bourdais, da equipe Newman/Haas, enquanto o norte-americano A. J. Allmendinger, da RuSPORT, levou o prêmio de melhor novato da temporada.
4 brasileiros disputaram a temporada: Bruno Junqueira (Newman/Haas), Alex Sperafico (Conquest Racing), Mário Haberfeld (Walker Racing) e Tarso Marques (Dale Coyne Racing).

## Calendário
| Etapa | Nome da Corrida                                                       | Circuito                          | Local                       | Data            | TV (USA) | TV (Brasil) |
| ----- | --------------------------------------------------------------------- | --------------------------------- | --------------------------- | --------------- | -------- | ----------- |
| -     | Grand Prix of St. Petersburg (cancelada antes do início da temporada) | Ruas de St. Petersburg            | St. Petersburg, Florida     | 22 de fevereiro | Spike TV | RedeTV!     |
| 1     | Toyota Grand Prix of Long Beach                                       | Ruas de Long Beach                | Long Beach, Califórnia      | 18 de abril     | Spike TV | RedeTV!     |
| 2     | Tecate/Telmex Grand Prix of Monterrey                                 | Fundidora Park                    | Monterrey, México           | 23 de maio      | Spike TV | RedeTV!     |
| 3     | The Time Warner Cable Roadrunner 250                                  | Milwaukee Mile                    | West Allis, Wisconsin       | 5 de junho      | Spike TV | RedeTV!     |
| 4     | Champ Car Grand Prix of Portland                                      | Portland International Raceway    | Portland, Oregon            | 20 de junho     | Spike TV | RedeTV!     |
| 5     | U.S. Bank Presents The Champ Car Grand Prix of Cleveland              | Cleveland Burke Lakefront Airport | Cleveland, Ohio             | 3 de julho      | Spike TV | RedeTV!     |
| 6     | Molson Indy Toronto                                                   | Exhibition Place                  | Toronto, Canadá             | 11 de julho     | Spike TV | RedeTV!     |
| 7     | Molson Indy Vancouver                                                 | Ruas de Vancouver                 | Vancouver, Canadá           | 25 de julho     | Spike TV | RedeTV!     |
| 8     | Grand Prix of Road America Presented by the Chicago Tribune           | Road America                      | Elkhart Lake, Wisconsin     | 8 de agosto     | Spike TV | RedeTV!     |
| 9     | Centrix Financial Grand Prix of Denver                                | Ruas de Denver                    | Denver, Colorado            | 15 de agosto    | Spike TV | RedeTV!     |
| 10    | Molson Indy Montreal                                                  | Circuit Gilles Villeneuve         | Montreal, Canadá            | 29 de agosto    | Spike TV | RedeTV!     |
| 11    | Bridgestone Grand Prix of Monterey                                    | Mazda Raceway Laguna Seca         | Monterey, Califórnia        | 12 de setembro  | Spike TV | RedeTV!     |
| 12    | Bridgestone 400 Presented by Corona                                   | Las Vegas Motor Speedway          | Las Vegas, Nevada           | 25 de setembro  | Spike TV | RedeTV!     |
| 13    | Lexmark Indy 300                                                      | Surfers Paradise Street Circuit   | Surfers Paradise, Austrália | 24 de outubro   | Spike TV | RedeTV!     |
| 14    | Gran Premio Telmex-Tecate Presented by Banamex                        | Autódromo Hermanos Rodríguez      | Cidade do México            | 7 de novembro   | Spike TV | RedeTV!     |
| -     | Fontana 500 (Cancelada por não ter sido encontrada uma data)          | Auto Club Speedway                | Fontana, California         | -               | -        | -           |

- Circuitos ovais
- Circuitos mistos permanentes
- Circuitos de rua temporários

O calendário originalmente contava com 18 etapas, incluindo: St. Petersburg, que já tinha data, mas que foi cancelada; Fontana, que não encontraram uma data; Miami, que também foi cancelada antes de ser encontrada uma data; e também uma etapa na Coreia do Sul, que não pôde ser realizada pois o autódromo não ficara pronto a tempo da homologação.

## Equipes e pilotos
| Equipe                  | Chassis     | No. | Pilotos              | Corridas  | Patrocinador principal                                                                 |
| ----------------------- | ----------- | --- | -------------------- | --------- | -------------------------------------------------------------------------------------- |
| Forsythe                | Lola B02/00 | 1   | Paul Tracy           | Todas     | Indeck                                                                                 |
| Forsythe                | Lola B02/00 | 3   | Rodolfo Lavín        | Todas     | Corona                                                                                 |
| Forsythe                | Lola B02/00 | 7   | Patrick Carpentier   | Todas     | Indeck                                                                                 |
| Newman/Haas Racing      | Lola B02/00 | 2   | Sébastien Bourdais   | Todas     | McDonald's                                                                             |
| Newman/Haas Racing      | Lola B02/00 | 6   | Bruno Junqueira      | Todas     | PacifiCare                                                                             |
| Herdez Competition      | Lola B02/00 | 4   | Ryan Hunter-Reay     | Todas     | Herdez                                                                                 |
| Herdez Competition      | Lola B02/00 | 55  | Mario Domínguez      | Todas     | Herdez                                                                                 |
| Walker Racing           | Reynard 02I | 5   | Mário Haberfeld      | Todas     | Cummins                                                                                |
| Walker Racing           | Reynard 02I | 15  | David Besnard        | 13        | Wright-Patton-Shakespeare                                                              |
| Walker Racing           | Reynard 02I | 15  | Michael Valiante     | 14        | Wildlife Conservation Network                                                          |
| Rocketsports Racing     | Lola B02/00 | 8   | Alex Tagliani        | Todas     | Johnson Controls                                                                       |
| Rocketsports Racing     | Lola B02/00 | 17  | Nelson Philippe      | 1-5       | LeasePlan 6 U.S. Air Force Reserve 1 Rocketsports Racing 4 Microchip 2 Swift Leisure 1 |
| Rocketsports Racing     | Lola B02/00 | 17  | Memo Gidley          | 6-7       | LeasePlan 6 U.S. Air Force Reserve 1 Rocketsports Racing 4 Microchip 2 Swift Leisure 1 |
| Rocketsports Racing     | Lola B02/00 | 17  | Guy Smith            | 8-14      | LeasePlan 6 U.S. Air Force Reserve 1 Rocketsports Racing 4 Microchip 2 Swift Leisure 1 |
| RuSPORT                 | Lola B02/00 | 9   | Michel Jourdain, Jr. | Todas     | Supermercados Gigante                                                                  |
| RuSPORT                 | Lola B02/00 | 10  | A. J. Allmendinger   | Todas     | BG Products 5 Western Union 8 Lance Armstrong Foundation 1                             |
| PKV Racing              | Lola B02/00 | 12  | Jimmy Vasser         | Todas     | Gulfstream                                                                             |
| PKV Racing              | Lola B02/00 | 21  | Roberto González     | Todas     | NII Holdings                                                                           |
| Mi-Jack Conquest Racing | Reynard 02I | 14  | Alex Sperafico       | 1-8       | Mi-Jack 12 TSI 1 Scotiabank Inverlat 1                                                 |
| Mi-Jack Conquest Racing | Reynard 02I | 14  | Nelson Philippe      | 9         | Mi-Jack 12 TSI 1 Scotiabank Inverlat 1                                                 |
| Mi-Jack Conquest Racing | Lola B02/00 | 14  | Nelson Philippe      | 10-14     | Mi-Jack 12 TSI 1 Scotiabank Inverlat 1                                                 |
| Mi-Jack Conquest Racing | Lola B02/00 | 34  | Justin Wilson        | 1-2, 4-14 | Mi-Jack                                                                                |
| Mi-Jack Conquest Racing | Reynard 02I | 34  | Justin Wilson        | 3         | Mi-Jack                                                                                |
| Dale Coyne Racing       | Lola B02/00 | 11  | Oriol Servià         | Todas     | YokeTV.com                                                                             |
| Dale Coyne Racing       | Lola B02/00 | 19  | Tarso Marques        | 1-2, 14   | American Medical Response                                                              |
| Dale Coyne Racing       | Lola B02/00 | 19  | Gastón Mazzacane     | 3-12      | American Medical Response                                                              |
| Dale Coyne Racing       | Lola B02/00 | 19  | Jarek Janiš          | 13        | American Medical Response                                                              |

## Classificação
| Pos. | Piloto              | LBH | MTY | MIL | POR | CLE | TOR | VAN | ROA | DEN | MTL | LAG | LAS | SRF | MEX | Pts |
| ---- | ------------------- | --- | --- | --- | --- | --- | --- | --- | --- | --- | --- | --- | --- | --- | --- | --- |
| 1    | Sébastien Bourdais  | 3   | 1*  | 18  | 1*  | 1*  | 1*  | 5   | 3   | 1   | 15* | 8   | 1*  | 2   | 1*  | 369 |
| 2    | Bruno Junqueira     | 2   | 2   | 6   | 2   | 2   | 18  | 4   | 15  | 3   | 1   | 2   | 2   | 1   | 2   | 341 |
| 3    | Patrick Carpentier  | 4   | 4   | 2   | 4   | 16  | 3   | 16  | 14  | 9   | 2   | 1*  | 3   | 16  | 6   | 266 |
| 4    | Paul Tracy          | 1*  | 7   | 17  | 3   | 17  | 5   | 1*  | 12  | 2*  | 4   | 10  | 18  | 4*  | 10  | 254 |
| 5    | Mario Domínguez     | 5   | 3   | 8   | 17  | 8   | 17  | 6   | 5   | 4   | 3   | 11  | 7   | 3   | 8   | 244 |
| 6    | A. J. Allmendinger  | 12  | 17  | 5   | 6   | 6   | 11  | 3   | 13  | 5   | 5   | 15  | 6   | 6   | 3   | 229 |
| 7    | Alex Tagliani       | 8   | 5   | 13  | 7   | 3   | 7   | 7   | 1*  | 10  | 7   | 6   | 16  | 19  | 11  | 218 |
| 8    | Jimmy Vasser        | 16  | 12  | 4   | 8   | 5   | 2   | 10  | 8   | 17  | 8   | 17  | 5   | 12  | 5   | 201 |
| 9    | Ryan Hunter-Reay    | 7   | 8   | 1*  | 12  | 11  | 8   | 8   | 4   | 16  | 18  | 5   | 13  | 5   | 19  | 199 |
| 10   | Oriol Servià        | 15  | 14  | 7   | 11  | 4   | 9   | 12  | 6   | 6   | 9   | 3   | 12  | 13  | 7   | 199 |
| 11   | Justin Wilson       | 6   | 6   | 11  | 5   | 18  | 12  | 14  | 7   | 7   | 14  | 18  | 8   | 8   | 4   | 188 |
| 12   | Michel Jourdain Jr. | 11  | 11  | 3   | 14  | 15  | 15  | 2   | 9   | 14  | 6   | 4   | 11  | 17  | 9   | 185 |
| 13   | Mário Haberfeld     | 9   | 15  | 10  | 9   | 14  | 4   | 9   | 11  | 8   | 13  | 7   | 14  | 14  | 15  | 157 |
| 14   | Rodolfo Lavín       | 10  | 13  | 9   | 18  | 9   | 14  | 15  | 2   | 11  | 11  | 12  | 4   | 15  | 13  | 156 |
| 15   | Roberto González    | 14  | 9   | 12  | 10  | 7   | 13  | 13  | 16  | 12  | 10  | 14  | 10  | 11  | 12  | 136 |
| 16   | Nelson Philippe     | 13  | 10  | 14  | 15  | 10  |     |     |     | 13  | 17  | 16  | 9   | 10  | 16  | 89  |
| 17   | Gastón Mazzacane    |     |     | 16  | 13  | 12  | 6   | DNS | 18  | 15  | 12  | 13  | 15  |     |     | 73  |
| 18   | Guy Smith           |     |     |     |     |     |     |     | 10  | 18  | 16  | 9   | 17  | 9   | 17  | 53  |
| 19   | Alex Sperafico      | 17  | 16  | 15  | 16  | 13  | 10  | 17  | 17  |     |     |     |     |     |     | 47  |
| 20   | David Besnard       |     |     |     |     |     |     |     |     |     |     |     |     | 7   |     | 18  |
| 21   | Memo Gidley         |     |     |     |     |     | 16  | 11  |     |     |     |     |     |     |     | 15  |
| 22   | Tarso Marques       | 18  | 18  |     |     |     |     |     |     |     |     |     |     |     | 18  | 9   |
| 23   | Michael Valiante    |     |     |     |     |     |     |     |     |     |     |     |     |     | 14  | 7   |
| 24   | Jaroslav Janiš      |     |     |     |     |     |     |     |     |     |     |     |     | 18  |     | 3   |
| Pos. | Piloto              | LBH | MTY | MIL | POR | CLE | TOR | VAN | ROA | DEN | MTL | LAG | LAS | SRF | MEX | Pts |

| Cor         | Resultados                                  |
| ----------- | ------------------------------------------- |
| Dourado     | Vencedor da prova                           |
| Prata       | 2° lugar                                    |
| Bronze      | 3° lugar                                    |
| Verde       | Entre 4° e 5°                               |
| Azul-claro  | Entre 6° e 10°                              |
| Azul-escuro | Completou a corrida (fora dos 10 primeiros) |
| Roxo        | Abandonou                                   |
| Vermelho    | Não se classificou (DNQ)                    |
| Marrom      | Desistiu de correr (Wth)                    |
| Preto       | Desclassificado (DSQ)                       |
| Branco      | Não largou (DNS)                            |
| Em branco   | Não participou da corrida (DNP)             |
| Em branco   | Não correu                                  |

| '             |                                |
| Negrito       | Pole position                  |
| Itálico       | Volta mais rápida              |
| *             | Liderou maior número de voltas |
| Rookie do ano |                                |
| Rookie        |                                |

| Cor         | Resultados                                  |
| ----------- | ------------------------------------------- |
| Dourado     | Vencedor da prova                           |
| Prata       | 2° lugar                                    |
| Bronze      | 3° lugar                                    |
| Verde       | Entre 4° e 5°                               |
| Azul-claro  | Entre 6° e 10°                              |
| Azul-escuro | Completou a corrida (fora dos 10 primeiros) |
| Roxo        | Abandonou                                   |
| Vermelho    | Não se classificou (DNQ)                    |
| Marrom      | Desistiu de correr (Wth)                    |
| Preto       | Desclassificado (DSQ)                       |
| Branco      | Não largou (DNS)                            |
| Em branco   | Não participou da corrida (DNP)             |
| Em branco   | Não correu                                  |

| '             |                                |
| Negrito       | Pole position                  |
| Itálico       | Volta mais rápida              |
| *             | Liderou maior número de voltas |
| Rookie do ano |                                |
| Rookie        |                                |